# Dennis Melander
Dennis Melander (* 19. Januar 1983) ist ein schwedischer Fußballspieler. Der Abwehrspieler spielte für Trelleborgs FF seit seinem Profidebüt 2002 bis 2012 in über 200 Spielen in der Allsvenskan und der Superettan.

## Werdegang
Melander begann mit dem Fußballspielen in der Jugend des Trelleborgs FF. Nachdem er dort die einzelnen Nachwuchsmannschaften durchlaufen hatte, rückte er nach dem Abstieg des Klubs am Ende der Allsvenskan-Spielzeit 2001 in den Kader der Männermannschaft auf. Schnell etablierte er sich in der Mannschaft um Kristian Haynes, Peter Abelsson, Pål Lundin und Patrik Svensson und bestritt bis zum Saisonende 25 der 30 Ligaspiele in der Zweitliga-Spielzeit 2002. Nach einer Knorpelverletzung im Knie, aufgrund der ihm das Karriereende vorhergesagt wurde, verpasste er die folgende Spielzeit, kämpfte sich jedoch ab dem Herbst 2003 in den Kader der Wettkampfmannschaft zurück. In der Folge debütierte er für die mittlerweile wieder in die Allsvenskan aufgestiegene Mannschaft im Laufe der Spielzeit 2004 in der ersten Liga. Schnell rückte er auch in den Fokus der Verantwortlichen des Svenska Fotbollförbundet für die schwedische U-21-Nationalmannschaft. Nachdem er Ende April für den jüngeren Jahrgang beim 2:0-Erfolg über Kroatien durch ein Tor von Martin Fribrock und ein Eigentor debütiert hatte, rückte er nach einer Verletzung von Martin Andersson in den Kader des älteren Jahrgangs von Auswahltrainer Torbjörn Nilsson für die U-21-Europameisterschaft 2004 nach. Beim abschließenden Gruppenspiel gegen die Schweiz – mit einem 3:1-Erfolg sicherte sich die Auswahlmannschaft den Halbfinaleinzug als Gruppensieger – kam er zu seinem einzigen Turniereinsatz, als Turniervierter verpasste die Auswahl anschließend knapp die Teilnahme an den Olympischen Spielen in Athen im selben Jahr.
Ende 2004 stieg Melander mit Trelleborgs FF direkt aus der Allsvenskan ab. In der folgenden Zweitligaspielzeit etablierte er sich erneut als Stammspieler und kehrte mit der Mannschaft am Ende der Zweitliga-Spielzeit 2006 wieder in die höchste Spielklasse zurück. Obwohl immer wieder von Verletzungen und Blessuren gebremst – darunter ein kurioser Ausfall, als er sich auf dem eigenen Sofa beim Filmeschauen verletzte – avancierte er zum Mannschaftskapitän des Klubs aus Schonen. Mitte April 2011 stoppte ihn erneut eine Verletzung, die ihn mehrere Wochen außer Gefecht setzte. Zwar kehrte er Anfang Juli zurück, nach drei Spielen verletzte er sich jedoch erneut. Insgesamt kam er auf neun Saisoneinsätze und fehlte der Mannschaft um Joakim Nilsson, Marcus Pode, Mattias Adelstam und Magnus Andersson somit im Kampf um den Klassenerhalt, so dass sie die Spielzeit 2011 als Tabellenvorletzte auf einem Abstiegsplatz beendete. In der folgenden Spielzeit zwar mit 21 Saisoneinsätzen wieder größtenteils Stammspieler und dabei Mannschaftskapitän beim südschwedischen Klub, blieb dieser jedoch auch in der Superettan erfolglos und rutschte direkt in die drittklassige Division 1 ab.
Zunächst war Melander anschließend vertragslos, ehe er sich Ende März 2013 mit einem Ein-Jahres-Kontrakt dem in der fünfthöchsten Spielklasse antretenden Lokalrivalen IFK Trelleborg anschloss.
Melander beendete seine Karriere im Alter von 37 Jahren im Januar 2021 beim IFK Trelleborg.